# Mülheim (Warstein)
Mülheim  gehört zum Kirchspiel Mülheim/Möhne und ist ein Ortsteil der Stadt Warstein im Kreis Soest in Nordrhein-Westfalen. Zum 31. Dezember 2024 hatte er 834 Einwohner.

## Geographie

### Lage

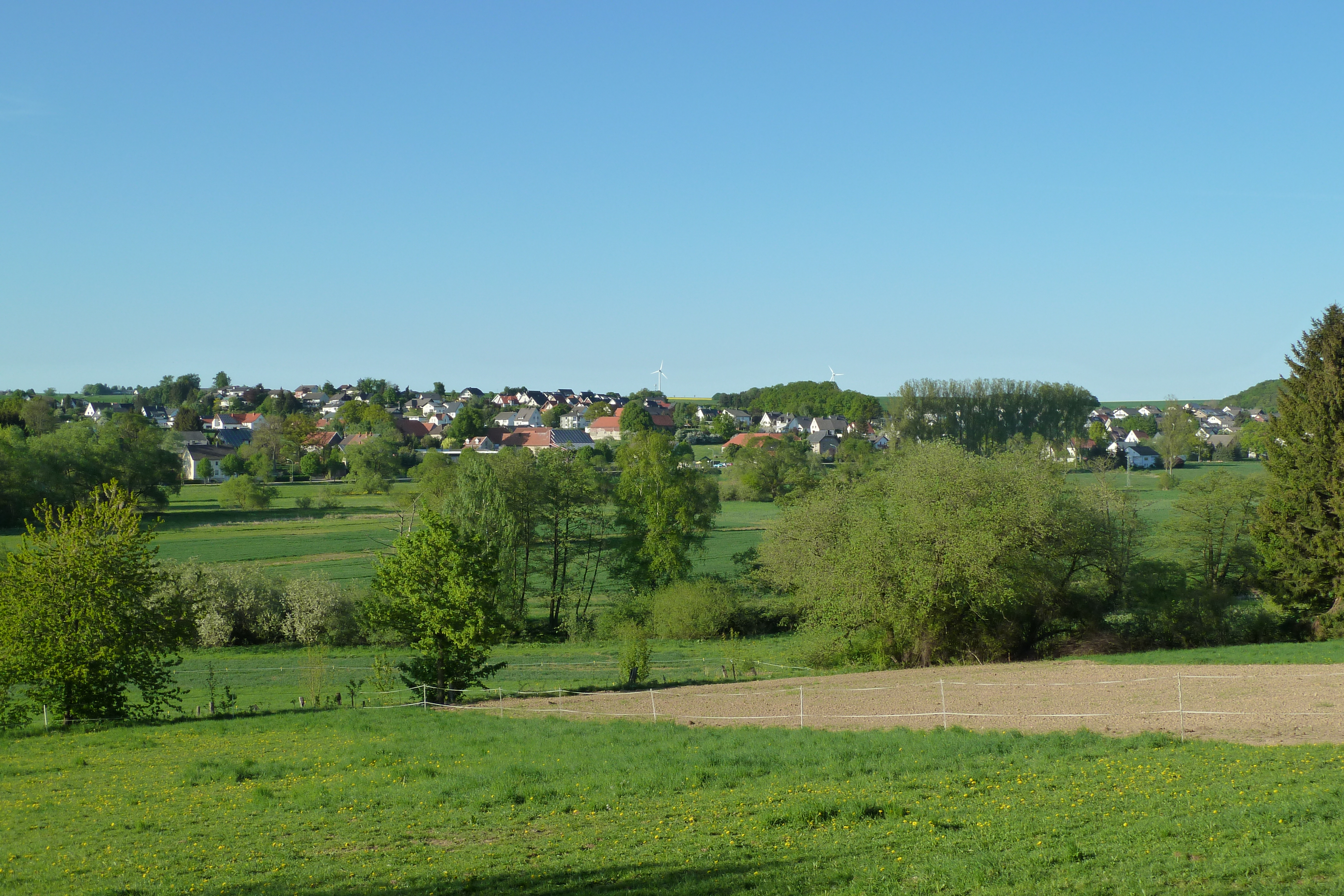
Blick auf Mülheim

Mülheim liegt auf einer Höhe von 241 bis 334 m über NN im mittleren Tal der Möhne am Nordrand des Sauerlandes zum sich nördlich daran anschließenden Haarstrang, hinter dem die Westfälische Bucht liegt.
Das Gebiet des Ortsteils gliedert sich in den bewaldeten Süden und den größeren unbewaldeten Norden, wo sich die Wohnbebauung befindet. Diese Landschaftsformen sind durch die Möhne getrennt.
Die Gemarkung des Ortes hat eine Fläche von ca. 5 km². Damit beträgt die Einwohnerdichte knapp 169 Einwohner je km².

### Nachbarorte
Mülheims Nachbarorte, aufgelistet im Uhrzeigersinn beginnend im Norden, sind Waldhausen, Anröchte-Uelde, Belecke und Sichtigvor.

## Geschichte

### Mittelalter
Seine erste schriftliche Erwähnung findet die Ortschaft Mülheim in einer Urkunde des Kölner Erzbischofs Anno II.
Im Jahr 1072 gründete er die Benediktiner Abtei Grafschaft, die für mehrere Jahrhunderte der bedeutendste geistige und wirtschaftliche Mittelpunkt des Sauerlandes werden sollte. Erzbischof Anno II. stattete das Kloster, wie bei solchen Stiftungen üblich, reich aus. Die Benediktinermönche erhielten u. a. zwölf Pfarreien und Ortschaften und den Naturalzehnten vieler anderer Orte, zu denen auch Mulenhem (Mülheim) gehörte. 

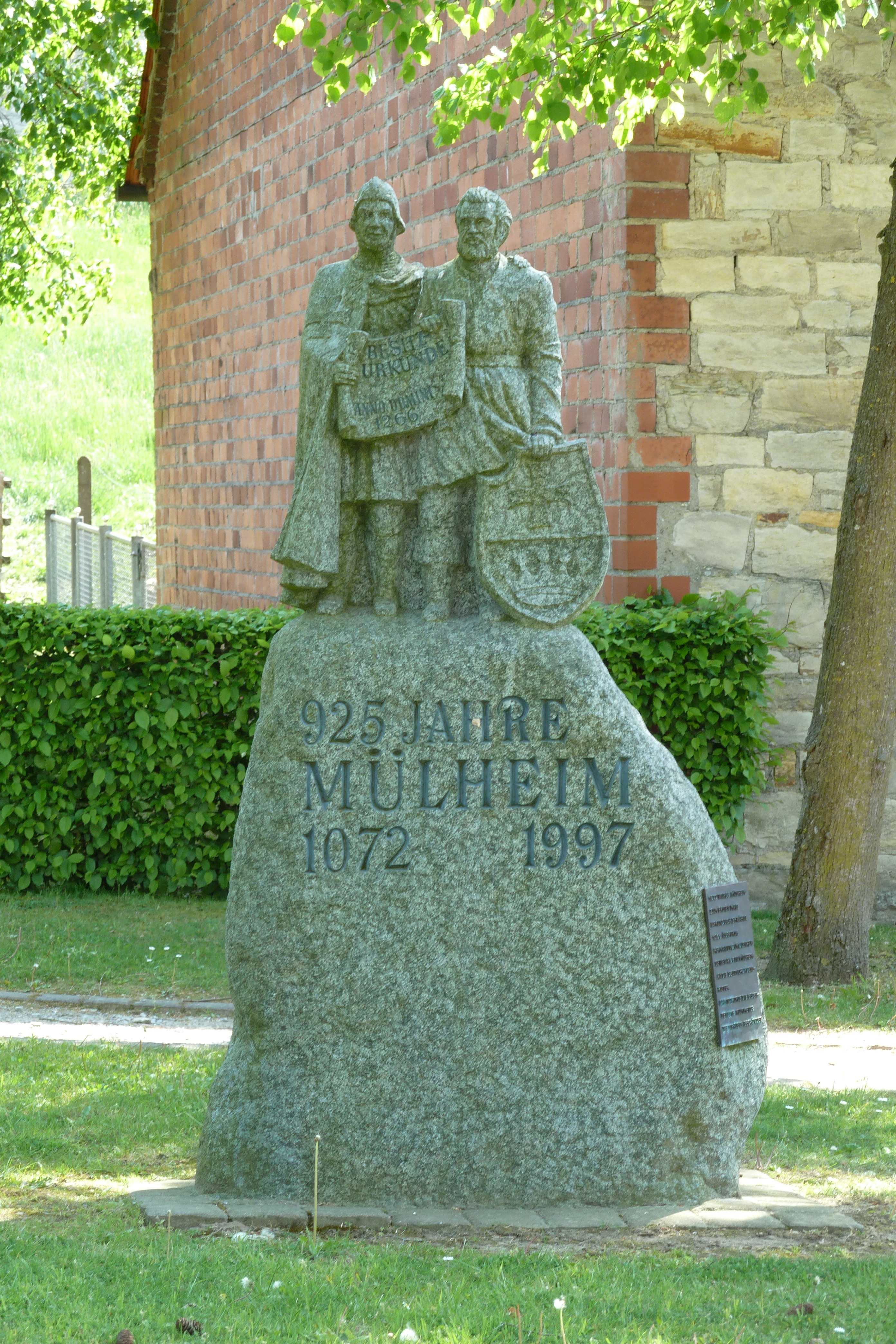
Gedenkskulptur zum 925-jährigen Dorfjubiläum

Die eigentliche Gründung Mülheims ist sicherlich weit vor dem Datum der ersten schriftlichen Erwähnung anzusiedeln. Die Ortsnamenendsilbe „-hem“ oder „-heim“ weist auf eine fränkische Siedlung hin. So dürfte der Name auf die Zeit der Christianisierung durch Karl den Großen um 800 n. Chr. zurückzuführen sein. Um diese Zeit gab es am Südhang der Haar wehrhafte Höfe, die bei den Auseinandersetzungen mit den Sachsen als Stützpunkte dienten. Zu diesen Siedlungen gehörte im Raum des Kirchspiels Mülheim u. a. ein Haupthof, der im Besitz der Edelherren von Mulenhem war.
Erwähnt werden muss in diesem Zusammenhang die fränkische Wallburg auf dem Loermund, die südlich der Möhne auf dem heutigen Kreuzberg gelegen war. Hinter ihren Gräben und Wällen suchten die Bewohner in kriegerischen Zeiten Schutz. Bei Ausgrabungen auf dem Loermund fand man Keramikscherben („Mayener Ware“ aus der Eifel), die eindeutig dem 9. Jahrhundert zuzuordnen sind. Die Wallanlage bestand aus drei Wällen, die die Burg nach Osten absicherten, an den übrigen Seiten boten natürliche Steilhänge Schutz.
Wie bei den meisten Wallburgen wurde auch die Anlage auf dem Loermund in verschiedenen Zeitabschnitten genutzt. Eine mittelalterliche Burg (Fachwerk mit Lehmstakenfüllung), deren Mauern und Kellerreste noch in den 1920er Jahren zu sehen waren, muss in das 12. Jahrhundert datiert werden. Aus dieser Zeit stammen auch wohl die Sporen, Hufeisen und Schnallen, die heute im Heimatmuseum Arnsberg zu sehen sind. Der Haupthof der Edelherren von Mulenhem gelangte zu einer besonderen Bedeutung für die Geschichte des Kirchspiels. Er hat vermutlich dort gestanden, wo sich heute die Klosteranlagen befinden. Um 1260 besaß ein Hermann zu Molenhem diesen Hof nach Lehnsrecht. Da seine Ehe kinderlos geblieben war, stiftete er den Rittersitz dem Deutschen Ritterorden.
Nach dem Tode des Ritters Hermann zu Molenhem und seiner Gattin trat der Deutsche Ritterorden die Schenkung an. Es bedurfte jedoch noch verschiedener Verhandlungen mit dem Grafen von Arnsberg und den Herren von Volmarstein, denn beide Adelshäuser erhoben Ansprüche auf die Besitzung Molenhem. Im Jahr 1266 genehmigte schließlich Graf Gottfried III den Erwerb des Rittergutes zu Mülheim im Möhnetal durch den Deutschen Orden. Am 20. April des Jahres 1266 übernahmen Bruder Bernhard und Bruder Diderich von Vilarich den Hof für ihre Ordensgemeinschaft. Von da an war die Geschichte der Menschen der Umgebung eng verbunden mit der Geschichte, dem Auf und Ab, des Deutschen Ritterordens. Dies war der Beginn der Deutschordenskommende in Mülheim.
Um diese Zeit bestand schon eine Pfarrei in Mülheim. Nach der Ankunft der Ordensritter übernahmen Ordenspriester die Aufgaben eines Pfarrers. Mit dem Erwerb des Patronatsrechtes über die Pfarrkirche St. Margaretha wuchs der anfänglich bescheidene Grundbesitz der Ordensniederlassung beträchtlich.
Im Laufe der Jahrzehnte und Jahrhunderte kamen die Besitzerweiterungen durch Kauf, weniger durch Schenkungen, zustande. Der Deutsche Ritterorden hatte sich nach den Kreuzzügen ins Heilige Land der Christianisierung der heidnischen Preußen und Liven zugewandt. Neben den anderen Kommenden der Deutschordensritter in Münster, Brackel (Dortmund), Duisburg und Welheim war es die Kommende Mülheim, die den Kreuzzugsgedanken des Ordens im Osten durch Stellung von Rittern und Geldmitteln unterstützte. Im Staatsarchiv Münster befindet sich ein Brief des berühmten Ordensmeisters Wolter von Plettenberg, der seine Kinderjahre auf der Burg Meyerich bei Welver verbrachte. Der Ordensmeister bestätigt in diesem Schreiben den Empfang von Geld und Briefen aus Mülheim. Bis ins 16. Jahrhundert blieben die Beziehungen zwischen der Kommende Mülheim und den Ordensniederlassungen im Baltikum erhalten.

### Frühe Neuzeit
Im Jahre 1554 nahm der Landkomtur der Balley Westfalen (Ordensprovinz Westfalen) seinen Sitz in Mülheim, nachdem die Wiedertäuferunruhen in Münster eine Leitung des Ordens von der dortigen Georgskommende nicht mehr zuließen. Unter den Vorstehern der Kommende Mülheim, den sogenannten Komturen, gab es herausragende Persönlichkeiten, deren Wirken bis in unsere Tage bedeutsam geblieben ist. Zu Beginn des 17. Jahrhunderts ließ Landkomtur Rab Dietrich Ovelacker die Kommende mit einem steinernen Mauerring versehen und in Waldhausen eine Kapelle zu Ehren der heiligen Barbara und des heiligen Antonius errichten.
Waldhausen mit seinen Wohnplätzen Echelnpöten und Taubeneiche war von jeher Teil des Kirchspiels Mülheim. Die erste urkundliche Erwähnung Waldhausens datiert aus dem Jahre 1293. Ein Güterverzeichnis des Marschallamtes Westfalen, eine Verwaltungsbehörde des Fürstbischofs von Köln, nennt Johann von der Recke, der einen Hof „sit in Walthuysen“ (gelegen in Waldhausen) nach Lehnsrecht besaß. Vermutlich ist die geschichtliche Entwicklung Waldhausens nicht linear verlaufen. Große Notzeiten brachten auch für die Bewohner Waldhausens manches Leid mit sich. Die mündliche Überlieferung, dass die St. Barbara-Kapelle in Waldhausen als Siechenkapelle gedient haben soll, ist u. a. ein Hinweis darauf, dass der Ort nicht zeitlich lückenlos besiedelt gewesen ist. Man darf davon ausgehen, dass das heutige Dorf Waldhausen seine Existenz der mehrfachen Neuansiedlung durch die Deutschordensritter zu verdanken hat.
Was für Waldhausen wahrscheinlich ist, gilt für Sichtigvor sicher. Im Jahre 1656 schuf der Landkomtur Oswald von Lichtenstein auf „freyem Ordensgrund“ eine Wohnsiedlung für die Bediensteten der Kommende südlich der Möhne an der „siegden Four“ (an einem niedrig gelegenen Fahrweg). Aus den zunächst sechs Wohnplätzen entstand nach und nach die heutige Ortschaft Sichtigvor.

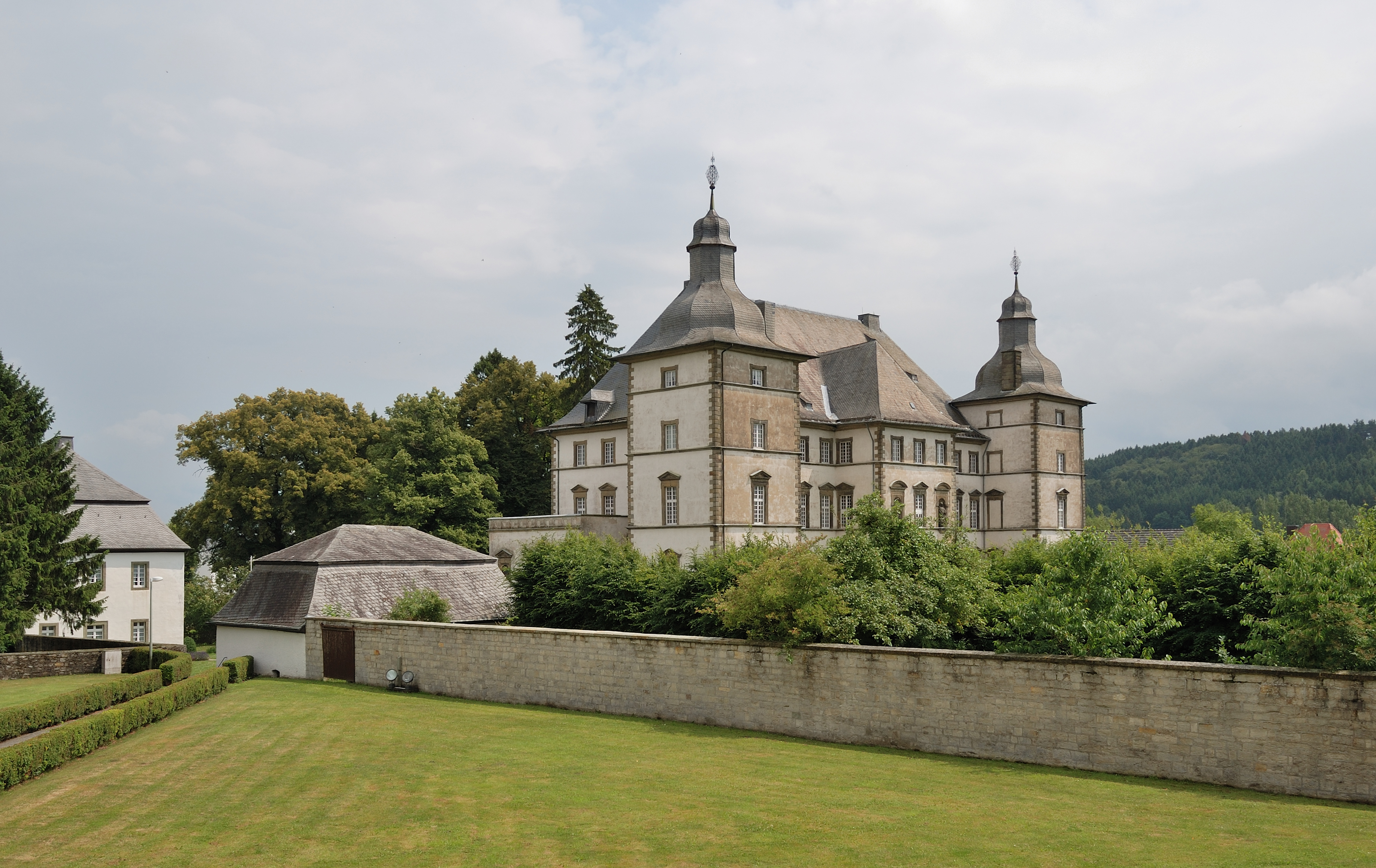
Deutschordensschloss Mülheim im Jahre 2009

Der Landkomtur Franz Wilhelm von Fürstenberg ließ um 1682 ein neues Hauptgebäude für die Kommende errichten, so wie wir es in seiner beeindruckenden barocken Architektur noch heute kennen. Unter seinem Nachfolger im Amt, dem Landkomtur Wilhelm von Plettenberg, entstand 1707 die Pfarrkirche St. Margaretha im gotisierenden Barockbaustil. Ihm verdankt das Kirchspiel auch die Stiftung eines Armenfonds, aus dem Bedürftige der drei Ortschaften eine Unterstützung bekamen.
Die Wende vom 17. zum 18. Jahrhundert war die letzte Blütezeit des Deutschen Ordens in Mülheim.

### 19. und 20. Jahrhundert
Das Ende des 18. und der Beginn des 19. Jahrhunderts brachten zunächst die französischen Revolutionsunruhen, die in der sauerländischen Provinz ohne jede unmittelbare Auswirkung blieben. In deren Folge aber kamen die Napoleonischen Kriege. Im Frieden von Luneville (Februar 1801) erzwang Napoleon I. mit der Säkularisation eine wichtige geistlich-politische Zäsur im Sauerland: Das Gebiet wurde 1802 als Entschädigung für den Verlust linksrheinischer Gebiete an Frankreich mit dem Herzogtum Westfalen dem protestantischen Landgrafen Ludwig von Hessen-Darmstadt zugeschlagen. Dieser Schritt hatte einen rein machtpolitischen Hintergrund ohne jeglichen Bezug zu historischer Verwurzelung oder Verbundenheit. Am 19. Oktober 1802 mussten Vertreter der Gemeinde Mülheim gemeinsam mit Vertretern der Städte bzw. Gemeinden Allagen, Kallenhardt, Körbecke, Belecke und Warstein in Rüthen dem Vertreter des Landgrafen per Handschlag ihre Treue versichern. Als Napoleon I. 1809 im Zuge der Säkularisation den Deutschen Orden aufhob, residierte der letzte Komtur von Mülheim dort schon gar nicht mehr. Der Deutschordenspriester Josef Leers verwaltete die Kommende Mülheim. Er musste trotz erbitterten Widerstandes das Gut an den Kommissar der hessisch-darmstädtischen Regierung übergeben.
Der Besitz fiel im Jahre 1815 (nach dem Wiener Kongress) an den preußischen Staat, der ihn zum Kauf anbot. Gern hätten die Bürger von Sichtigvor, Mülheim und Waldhausen Grund und Boden erworben. Es kam jedoch nicht dazu. Ein Bittschreiben an das Königliche Ministerium auf erbzinsliche Verleihung von Grundstücken wurde abgewiesen. Das Kommendevermögen wechselte im Verlauf des 19. Jahrhunderts mehrfach seinen Besitzer. Die Klostergebäude gelangten später durch eine Stiftung zunächst an die Ordensgemeinschaft der Salesianerinnen und danach an die Olper Franziskanerinnen. Über 600 Novizinnen wurden im Verlauf von 10 Jahren 1885/95 in Mülheim auf ihr Ordensleben vorbereitet. Lange unterhielten die Franziskanerinnen eine „Haushaltungsschule“. Bis zum Jahre 1994 betreuten sie im Internat „Kinderheim Maria Hilf“ spätausgesiedelte deutschstämmige Kinder aus fast allen osteuropäischen Ländern. Ende 1994 gaben die Olper Franziskanerinnen die Klostergebäude in Mülheim auf. Änderungen in der Betreuung spätausgesiedelter Kinder und der Nachwuchsmangel in ihren eigenen Reihen zwangen sie dazu. Am 12. Oktober 1995 hielt die „Gemeinschaft der Seligpreisungen“ Einzug ins Kloster Mülheim. Bis 2009 praktizieren ihre Mitglieder hier neue Formen klösterlichen Lebens und Wirkens. Anschließend wurde das Kloster an einen Investor verkauft. Es steht zurzeit nicht fest, welche Nutzung die Gebäude erfahren werden.

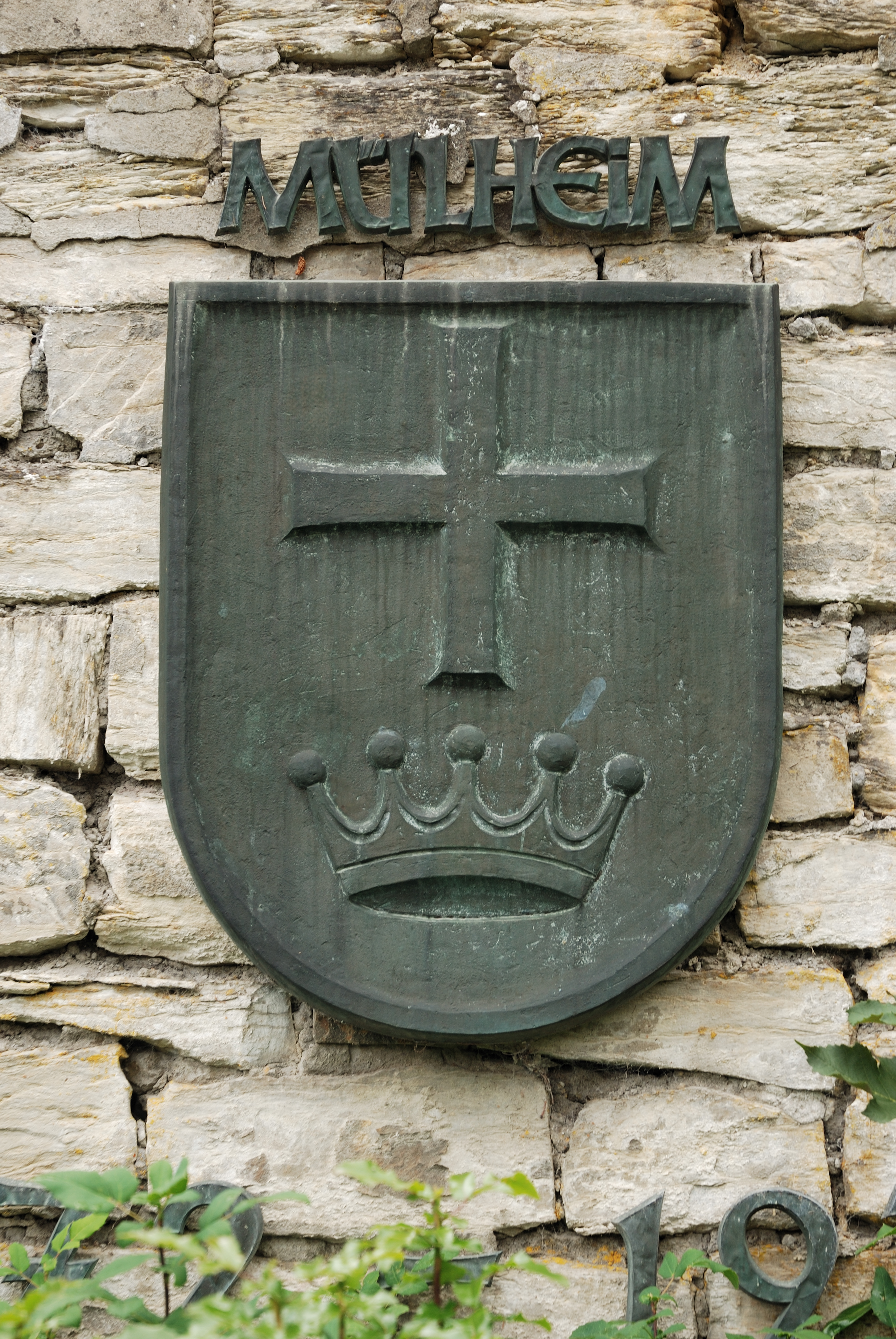
Wappen

Für manche Familienväter war es im 19. Jahrhundert außerordentlich schwer, das tägliche Brot zu verdienen, es gab im Kirchspiel nur wenige Erwerbsquellen und Arbeitsplätze. Eine allmähliche Besserung trat ein, als um die Mitte des 19. Jahrhunderts die Industrie Einzug in die vornehmlich landwirtschaftlich geprägten Ortschaften hielt. Das fabrikmäßige Kettenschmieden setzte sich auch nach einem anfänglichen Rückschlag nach und nach durch. Es entstanden außerdem kleine Heimschmieden. Man fertigte in Lohnarbeit leichte Ketten. Um 1910 arbeiteten in Sichtigvor, Mülheim, Taubeneiche und Waldhausen über 200 Kettenschmiede in ihren kleinen Werkstätten. An die Tradition der Heimschmieden erinnert das kleine Kettenschmiede-Museum des Kirchspiels Mülheim.
Welche Mühen die Einwohner des Kirchspiels auf sich nahmen, um ihre Familien versorgen zu können, zeigt das Beispiel des Baus der Ruhrtalbahn um 1870. Gut ein Dutzend Arbeiter aus Sichtigvor und Mülheim fanden dabei Beschäftigung. Diese Männer marschierten Sonntag nachts durch den Arnsberger Wald zu ihren Arbeitsplätzen, wohnten während der Woche in Arbeitsbaracken und kamen am nächsten Sonntag für einige Stunden nach Haus, um dann bald wieder den Rückweg ins Ruhrtal anzutreten.
Die Erschließung des Kirchspiels durch Verkehrswege war eine unabdingbare Voraussetzung für industrielle Ansiedlungen im Möhnetal. Der Bau der „Cobelenz-Mindener Chaussee“, die heutige Bundesstraße 55, war bereits 1827 abgeschlossen, die Möhnestraße folgte in der Zeit von 1849 bis 1853. Vorher gab es keinen durchgehenden Weg durchs Möhnetal. Schließlich erfolgte die Trassierung der sogenannten Sekundärbahn von Soest nach Brilon. Am 1. Dezember 1899 fuhr das erste planmäßige Zugpaar durchs Möhnetal. Das Kirchspiel Mülheim hatte endgültig den Anschluss an überregionale Wirtschaftsräume gefunden.
Im Zuge der Gebietsreform, die am 1. Januar 1975 wirksam wurde, wurde das bis dahin selbstständige Mülheim ein Ortsteil der neugebildeten Stadt Warstein und gelangte mit dieser vom alten Kreis Arnsberg zum Kreis Soest.

## Politik

### Ortsvorsteherin
Ortsvorsteherin ist Susanne Kemker (CDU).

### Wappen
| Wappen von Mülheim |
| Wappenbegründung: Das Wappen von Mülheim enthält als sog. Heroldswappen im oberen Teil das Deutschordenskreuz als Hinweis auf die enge Verbundenheit mit der Kommende, im unteren Teil als Gemeindebild die fünfzackige Krone der hl. Margaretha als Patronin des alten Kirchspiels und als Hinweis auf seine fünf Ortschaften (Mülheim, Sichtigvor, Waldhausen, Taubeneiche, Echelnpöten). |

## Persönlichkeiten

### Söhne und Töchter des Orts
- Theodor Schroeder (1829–1890), Jurist, Mitglied des Reichstages und Politiker der Zentrumspartei
- Mutter M. Brigitta Korff OSB († 1929), Erste Generaloberin der Missions-Benediktinerinnen von Tutzing[4]
- Frieda Grafe (1934–2002), Filmkritikerin und Übersetzerin

### Persönlichkeiten mit Verbindung zum Ort
- Neveling von der Recke († 1591) war von 1565 bis 1591 Landkomtur der Deutschordensballei Westfalen und Komtur der Kommende Mülheim.
- Franz Wilhelm von Fürstenberg (1628–1688), als bedeutendster westfälischer Landkomtur zwischen Reformation und Säkularisation bezeichnet, ließ unter anderem das heutige Gebäude der Kommende Mülheim erbauen.Franz Wilhelm von Fürstenberg

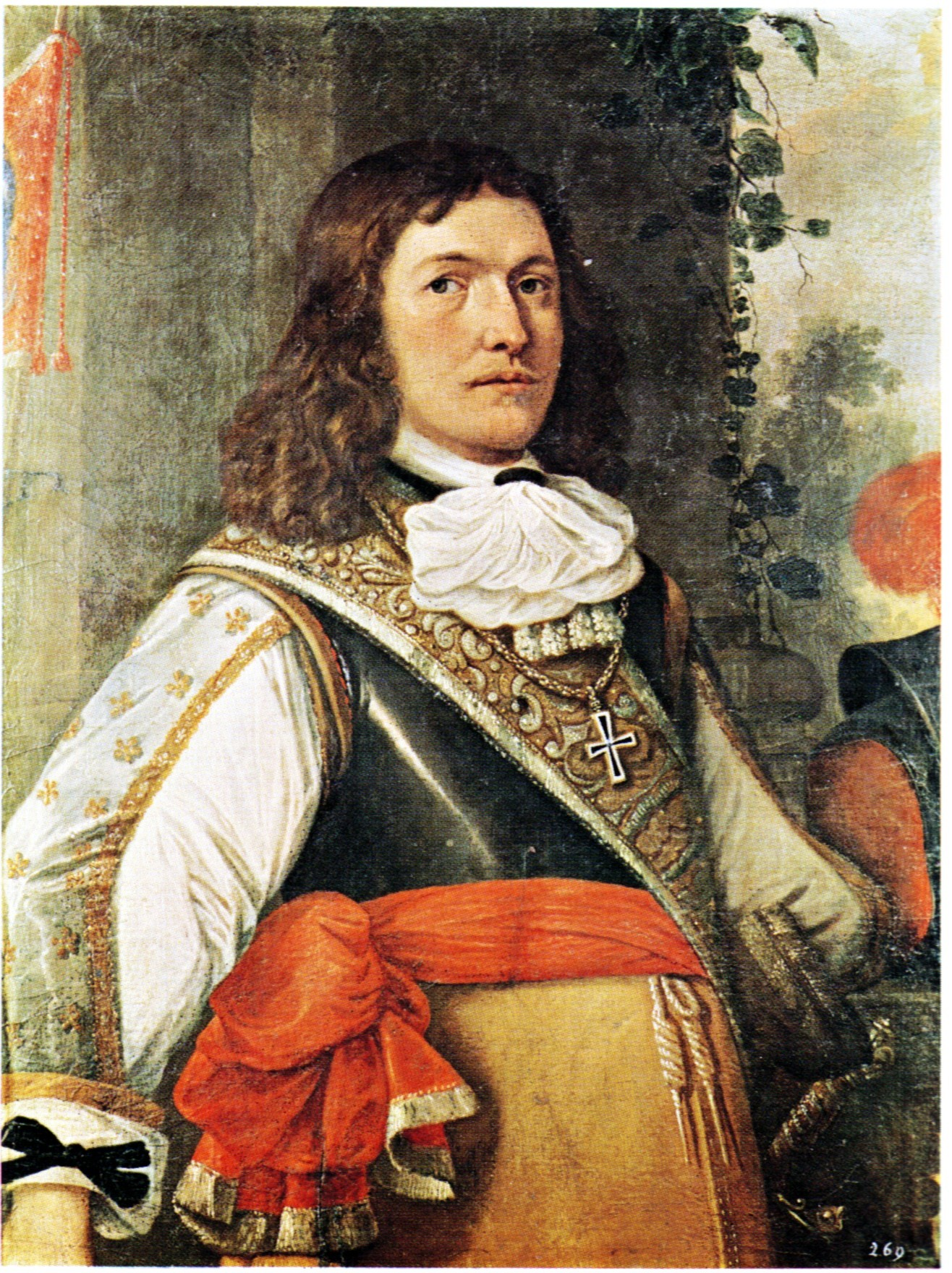
Franz Wilhelm von Fürstenberg

- Augustin Oswald von Lichtenstein († 1663) war Landkomtur der Ballei Westfalen und gleichzeitig Komtur von Mülheim und Münster. Außerdem gründete er das Dorf Sichtigvor in unmittelbarer Nähe der Kommende Mülheim.[5]
- Ambrosius von Oelde (etwa 1630/1640–1705) war ein Kapuziner und Architekt. Er war ein führender Gestalter barocker Bauwerke in den Hochstiften Münster und Paderborn sowie im Herzogtum Westfalen, auch des Ordensschlosses der Kommende Mülheim.
- Wilhelm von Plettenberg (um 1652–1711) war Obrist und Landkomtur des deutschen Ordens. Während seiner Amtszeit als Landkomtur wurde im Kirchspiel Mülheim mit dem Bau der Kirche St. Margaretha begonnen, in der er auch bestattet wurde.
- Michael Spanner (teilw. auch Spannier) († 31. Mai 1742), deutscher Mauermeister und Architekt des Barock, erbaute im Jahr 1734 wahrscheinlich das Renteigebäude des Ordensschlosses der Kommende Mülheim.[6]
- Franz Wenzel von Kaunitz-Rietberg (1742–1825) war österreichischer General und letzter Landkomtur der Ballei Westfalen des deutschen Ordens mit Sitz in der Kommende Mülheim.
- Melchior Schäferhoff (1747–1821), der 50. und letzte Abt des Zisterzienserklosters zu Bredelar, starb in Mülheim und wurde hier beigesetzt.
- Franz Drepper (1787–1855), Bischof von Paderborn, trat 1817 seine erste Pfarrerstelle in Mülheim an.
- Therese von Wüllenweber (1833–1907), 1968 von Paul VI. seliggesprochene Mitgründerin des Ordens der Salvatorianerinnen, lebte 1863 einige Wochen im Kloster Mülheim.
- Elisabeth Tombrock (1887–1938), Ordensgründerin, war Lehrerin in Mülheim.